# Rummelsburg, Berlin
Rummelsburg är en stadsdel i östra Berlin i Tyskland, tillhörande det administrativa stadsdelsområdet Lichtenberg. Stadsdelen ligger omkring pendeltågsstationen med samma namn, norr om floden Spree. Rummelsburg har 21 215 invånare (30 jun 2013).

## Geografi och bebyggelse

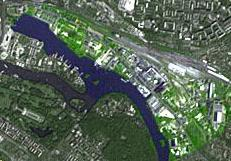
Satellitbild av Rummelsburg med Rummelsburger See

Stadsdelen ligger öster om Berlins ringbana och norr om Rummelsburger See, en insjö och naturlig hamn i floden Spree. Stadsdelen saknar ett tydligt centrum och genomkorsas av järnvägen mot Frankfurt (Oder) samt landsvägen mot Köpenick. I nordväst ligger området Viktoriastadt, även kallat Kaskelkiez, med bebyggelse från Gründerzeit-epoken. De centrala och östra delarna omkring pendeltågsstationen och rangerbangården är relativt glest bebyggda med industrier. I söder har sedan 2000-talet stranden mot Rummelsburger See, bebyggts med moderna bostäder under namnet Wasserstadt Rummelsburg.

## Historia
På 1600-talet grundades ett tegelbruk på platsen. Under 1700-talets början fanns här ett mejeri, kallat Charlottenhof. Mejeriet köptes och omvandlades av vinhandlaren Johann Jakob Rummel till ett värdshus, som han döpte till Rummelsburg. Detta blev med tiden namnet på stadsdelen.
År 1867 grundades här Gesellschaft für Anilinfabrikation mbH, föregångaren till kemi- och fotofilmföretaget Agfa-Gevaert. Områdets befolkning ökade kraftigt i samband med industrialiseringen och byggandet av järnvägsstationen Berlin Ostkreuz.
År 1912 blev Rummelsburg en del av staden Lichtenberg som 1920 införlivades i Stor-Berlin. Mellan 1920- och 1950-talen fanns en badstrand vid flodstranden. Rummelsburg låg under Berlins delning 1945–1990 i den sovjetiska ockupationssektorn och Östberlin. 
Rummelsburgfängelset uppfördes ursprungligen 1877 och användes av nazisterna som straffarbetsanstalt, bland annat för homosexuella och "psykiskt avvikande". Härifrån skickades också många som ansågs asociala till koncentrationsläger. Under DDR-epoken användes fängelset av Volkspolizei, och här satt bland annat flera hundra västtyska medborgare fängslade som dömts för att ha försökt hjälpa östtyskar att fly till väst. Fängelset stängdes 1990 och har sedan dess omvandlats till bostäder, samt ett hotell med fängelsetema.
Sedan 2002 är Rummelsburg administrativt en egen Ortsteil inom stadsdelsområdet Lichtenberg. Under 2000-talet har de strandnära områdena i den södra delen av stadsdelen omvandlats från industrier till modern lägenhetsbebyggelse.

## Kända Rummelsburgbor
- Margarete Steffin (1908-1941), skådespelerska och författare.
- Heinrich Zille (1858-1929), Berlinskildrare, grafiker, målare och fotograf.